# Wurzelflexion
Wurzelflexion ist die Erzeugung abgeleiteter grammatischer Formen eines Wortes durch Veränderung der Wortwurzel, d. h. des Wortstamms. 
Das Deutsche verwendet das Prinzip der Wurzelflexion als Ablaut zum Beispiel im Bereich der Tempusbildung der starken Verben (Bsp.: singen – sang – gesungen, schlafen – schlief – geschlafen). Im Bereich der schwachen Verben erfolgt die Tempusbildung nicht durch Wurzelflexion, sondern durch Affixe (Bsp.: lachen – lachte – gelacht). Es gibt allerdings auch Verben, die beide Methoden kombinieren (Bsp.: brennen – brannte – gebrannt).
Auch im Bereich der Mehrzahlbildung der Substantive spielt Wurzelflexion im Deutschen eine gewisse Rolle (Bsp.: Garten – Gärten).